# Lilla Avlången
Lilla Avlången är en sjö i Ljusnarsbergs kommun i Västmanland och ingår i Norrströms huvudavrinningsområde. Sjöns area är 0,061 kvadratkilometer och den är belägen 271 meter över havet.